# Biatorella conspurcans
Biatorella conspurcans är en lavart som beskrevs av Norman. Biatorella conspurcans ingår i släktet Biatorella, och familjen Biatorellaceae. Enligt den finländska rödlistan är arten otillräckligt studerad i Finland. Arten är reproducerande i Sverige. Artens livsmiljö är skogar.